# Línguas austronésias

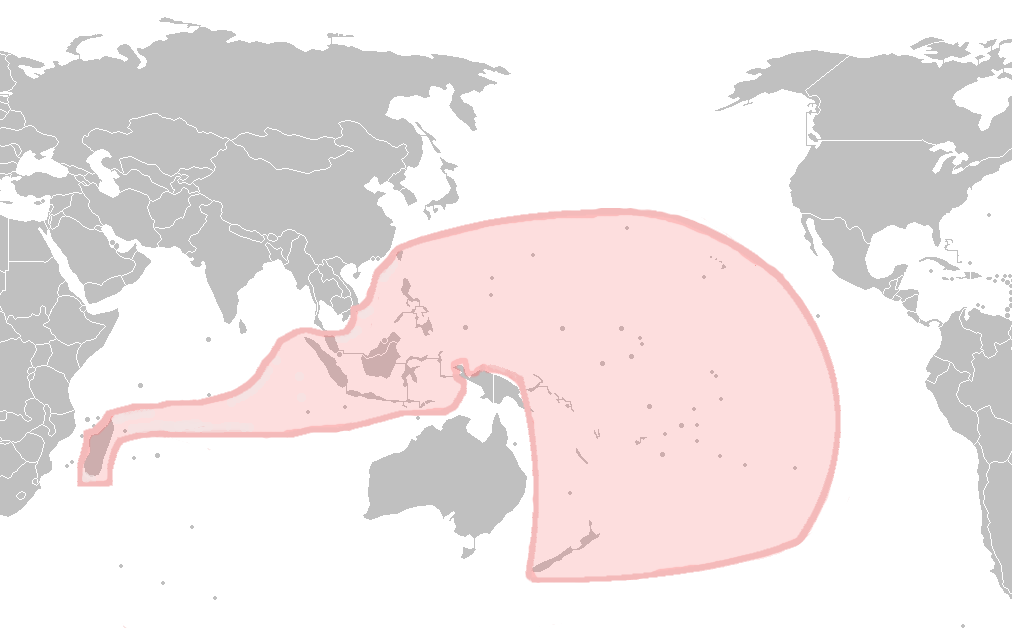
Distribuição das línguas austronésias

As línguas austronésias são uma família de línguas com uma vasta área de distribuição pelas ilhas do sudeste asiático e do Pacífico, um punhado de membros que se falam na Ásia continental e o malgaxe, isolado na ilha africana de Madagáscar. O austronésio é uma das maiores famílias linguísticas do mundo, tanto em número de línguas (1244, de acordo com o Ethnologue) quanto em extensão geográfica das pátrias das línguas que pertencem à família (de Madagáscar à ilha da Páscoa).

## Classificação
O austronésio tem dez subgrupos primários, nove dos quais podem ser encontrados em Taiwan (as línguas formosanas, sem relação com o chinês) e um ancestral a todos os restantes membros da família (línguas malaio-polinésias).

## Línguas principais
- Cebuano
- Filipino
- Indonésio
- Javanês
- Malaio
- Sundanês